# Petermann von Krauchthal
Petermann von Krauchthal († 1425) war Schultheiss der Stadt Bern.

## Leben
Petermann von Krauchthal wurde 1378/79 Kastvogt des Klosters Rüeggisberg, in den Jahren 1394 bis 1396 war er Schultheiss von Thun, 1398 Schirmherr der Kartause Thorberg und Vogt zu Kirchberg. Er verfügte über ausgedehnten, bis ins Oberland reichenden Grundbesitz und war von 1407 bis 1418 durchgehend Schultheiss von Bern. 1425 starb er kinderlos. Er vermachte seiner Frau Anna von Velschen Bargeld und Silber, einen Drittel der Herrschaft Gurzelen, das Gut zu Eichi, Reben im Altenberg, Schloss und Herrschaft Bümpliz, der Kartause Thorberg vermachte er sein Sässhaus mit Hofstatt, Garten und Nebenhäusern an der Kirchgasse in Bern, den halben Zehnten zu Konolfingen, die ganze Herrschaft Konolfingen, die Herrschaft Bolligen, Güter in Geristein, Linden, Möschberg, Ursellen, Konolfingen und Mirchel.
Seine Witwe Anna von Velschen machte zahlreiche testamentarische Vergabungen, darunter die Kreuzmatte an das Seilerspital.
Die Grabplatte für Petermann von Krauchthal befindet sich in der heutigen Krauchthal-Kapelle des Berner Münsters. Petermann von Krauchthal stiftete testamentarisch den Betrag von 200 Pfund an den Bau der Kapelle.